# Neoclinus stephensae
Espèce
Statut de conservation UICN

 LC  : Préoccupation mineure
Neoclinus stephensae est une espèce de poissons de la famille des Chaenopsidae.

## Répartition et habitat
Cette espèce est présente le long de la côte Ouest des États-Unis et du Mexique, de San Francisco jusqu'à mi-distance de la péninsule Baja California. Ce poisson démersal vit dans la zone néritique entre 3 et 27 m de profondeur.